# Jorgo Papavassiliou
Georgios „Jorgo“ Papavassiliou (* 1. Juli 1968 in Trikala, Griechenland) ist ein deutsch-griechischer Filmregisseur und Drehbuchautor.

## Leben
Georgios Papavassiliou verbrachte seine Kindheit in Griechenland, bevor seine Familie nach Deutschland übersiedelte. Er besuchte die Grundschule und machte sein Abitur in Welzheim. Er studierte bis zum Vordiplom Kommunikationswissenschaften an der Ludwig-Maximilians-Universität München und schloss 1998 sein Regiestudium an der Filmakademie Baden-Württemberg ab. Seit dem Jahr 2000 ist Papavassiliou beim Deutschen Fernsehen als Regisseur und Drehbuchautor tätig. Dabei inszenierte er größere Fernsehfilme wie Hai-Alarm auf Mallorca und Die Sturmflut sowie vereinzelte Folgen für Fernsehserien wie GSG 9 – Ihr Einsatz ist ihr Leben und Danni Lowinski.

## Filmografie (Auswahl)
- 2000: Autsch, Du Fröhliche
- 2000: Tödliche Wildnis – Sie waren jung und mussten sterben
- 2001: Wenn eine Mutter ihr Leben verspielt
- 2002: Liebe unter Verdacht
- 2003: Held der Gladiatoren
- 2004: Hai-Alarm auf Mallorca
- 2006: Die Sturmflut
- 2006: Es war Mord und ein Dorf schweigt
- 2007: GSG 9 – Ihr Einsatz ist ihr Leben (Fernsehserie, vier Folgen)
- 2007: Liebe nach Rezept
- 2009: Mörder kennen keine Grenzen
- 2009: Ein Hausboot zum Verlieben
- 2010: Danni Lowinski (Fernsehserie, vier Folgen)
- 2011: Ein Sommer in Paris
- 2012: Ein Sommer in den Bergen
- 2013: Ein Sommer in Amalfi
- 2014: Ein Fall von Liebe – Annas Baby
- 2015: Ein Sommer in Griechenland
- 2015: Die Bergretter (zwei Folgen: Kein Weg zurück, Mutterseelenallein)
- 2015: Der Bergdoktor (eine Folge: Wunschkind)
- 2016: Ein Sommer in Südfrankreich
- 2017: Ein Sommer auf Zypern
- 2019: Ein Sommer in der Toskana